# Loeren
Loeren is een Belgische hopvariëteit, die gebruikt werd voor het brouwen van bier.
Loeren zou 'opgemerkt' zijn door hopboer Loerens uit Sint-Katherina-Lombeek en in 1908 vermenigvuldigd zijn door Louis Van Droogenbroek uit Sint-Ulriks-Kapelle.  Loeren heeft als eigenschap een zeer grote opbrengst.
In 1938 bezocht het Belgische 'Nationaal Comité tot Hopverbetering' (dat de Studiekring van Aalst-Asse en het Syndicaat van de planters uit Poperinge omvat) een aantal modelkwekerijen in de streek Aalst-Asse. Op een modelveld te Asse van een zekere Van Willeghem (een proefveld met draden in plaats van staken) stond Hallertau, Groene Belle en 'Loerhop'. Deze laatste twee variëteiten brachten tot 1,5 kg per rank op, terwijl Hallertau tot 650 gram ging. Hallertau bracht echter 1000 Belgische frank per baal van 50 kg op, terwijl de lokale rassen slechts 500 frank haalden.
Het Rijksinstituut voor Landbouw te Gembloers onderzocht in 1941 de voedselopname van onder andere loerenhop. Na de oorlog, in 1946, werden de testen hernomen, met dezelfde resultaten als voorheen. Dit instituut heeft de loerenhop nog steeds in zijn verzameling levende planten. Het Lyceum van Aalst verkreeg daar een aantal stekken, die nu in de schooltuin opgekweekt worden, waardoor de loerenhop teruggekeerd is naar zijn streek van oorsprong.
Loeren wordt als een Erembodegemse variëteit beschouwd, wellicht omdat hij in die gemeente veel geteeld werd.
Admiral ·
Agnus ·
Ahil ·
Ahtanum ·
Alpharoma ·
Amarillo ·
Apollo ·
Apolon ·
Aquila ·
Aramis ·
Ariana ·
Atlas ·
Aurora ·
Azacca ·
Bačka ·
Banner ·
Beata ·
Belma ·
Blisk ·
Boadicea ·
Bobek (Styrian Golding B) ·
Bor ·
Bouclier ·
Bramling Cross ·
Bravo ·
Brewer's Gold ·
Buket ·
Bullion ·
Calicross ·
Callista ·
Calypso ·
Cascade ·
Cashmere ·
Cekin ·
Celeia ·
Centennial ·
Cerera ·
Challenger ·
Chelan ·
Chinook ·
Cicero ·
Citra ·
Cluster ·
Coigneau ·
Columbus ·
Comet ·
Crystal ·
Delta ·
Dunav ·
East Kent Goldings ·
Ekuanot ·
El Dorado ·
Elsasser ·
Eroica ·
Extra Styrian Dana ·
Feux-Cœur Français ·
First Gold ·
Fuggle ·
Galaxy ·
Galena ·
Glacier ·
Goldings ·
Green Bullet ·
Greenburg ·
Groene Belle ·
Hallertau Aroma ·
Hallertau Blanc ·
Hallertau Hersbrucker ·
Hallertau Mittelfrüh ·
Hallertauer Magnum ·
Hallertauer Taurus ·
Harmonie ·
Herald ·
Herkules ·
Horizon ·
Hüll Melon ·
J-007 ·
Junga ·
Kohatu ·
Liberty ·
Loeren ·
Loral ·
Lubelski ·
Lublin ·
Mandarina Bavaria ·
Marynka ·
Merkur ·
Millennium ·
Mosaic ·
Motueka ·
Mount Hood ·
Mount Rainier ·
Nelson Sauvin ·
Neoplanta ·
Newport ·
Northdown ·
Northern Brewer ·
Nugget ·
Opal ·
Outeniqua ·
Pacifica ·
Pacific Gem ·
Pacific Jade ·
Palisade ·
Perle ·
Phoenix ·
Pilgrim ·
Pilot ·
Pioneer ·
Polaris ·
Precoce de Bourgogne ·
Premiant ·
Pride of Ringwood ·
Progress ·
Qingdao Da Hua ·
Rakau ·
Riwaka ·
Rubin ·
Saaz ·
San Juan Ruby Red ·
Santiam ·
Saphir ·
Satus ·
Savinjski Golding ·
Simcoe ·
Sládek ·
Smaragd ·
Sonnet ·
Sorachi Ace ·
Southern Brewer ·
Southern Cross ·
Southern Promise ·
Southern Star ·
Sovereign ·
Spalt Select ·
Stella ·
Sterling ·
Sticklebract ·
Strisselspalt ·
Styrian Golding ·
Summer ·
Summit ·
Super Alpha ·
Super Galena ·
Super Pride ·
Sybilla ·
Tardif de Bourgogne ·
Target ·
Tettnang ·
Tillicum ·
Tomahawk ·
Topaz ·
Tradition ·
Triskel ·
Ultra ·
Vanguard ·
Vojvodina ·
Whitbreads Golding Variety ·
Wai-iti ·
Waimea ·
Wakatu ·
Warrior ·
Willamette ·
Yeoman ·
Zeus